# ثارمان شانموگاراتنام
ثارمان شانموگاراتنام (انگلیسی: Tharman Shanmugaratnam) (زاده ۲۵ فوریه ۱۹۵۷) یک سیاستمدار و اقتصاددان سنگاپوری است که اکنون رئیس‌جمهور منتخب سنگاپور می‌باشد. ثارمان قبل از انتخاب ریاست‌جمهوری بین سال‌های ۲۰۱۹ تا ۲۰۲۳، در سمت وزیر ارشد سنگاپور، وزیر هماهنگ‌کننده سیاست‌های اجتماعی بین سال‌های ۲۰۱۵ تا ۲۰۲۳ و رئیس اداره پولی سنگاپور بین سال‌های ۲۰۱۱ تا ۲۰۲۳ بود.